# 헤드폰을 벗어라
"헤드폰을 벗어라"는 1995년에 개봉한 대한민국의 영화이고 남기남 감독은 빠르게 높아지는 관객들의 눈높이와 갈수록 격차가 벌어져 해당 작품 등 영화 연출을 맡은 작품이 연속 실패했으며 1996년 개봉 예정이었으나 이런저런 사정 탓인지 1998년으로 바뀐 《천년환생》의 실패 뒤 한동안 영화 연출 활동을 잠정 중단했고 우여곡절 끝에 <너 없는 나>로 영화 연출 활동을 재개했지만  개봉이 되지 못하기도 했는데 그나마 1998년 남기남 감독이 연출한 영화 중  극장 개봉한 것은 《천년환생》이 유일했다.

## 캐스팅
- 김애경 : 장 여사 역
- 김의환 : 심성기 역
- 박지민 : 미애 역
- 안병경 : 권달수 역
- 송훈 : 상철 역
- 김태정 : 윤 사장 역
- 이현주 : 영자 역
- 박동룡 : 박 경사 역
- 홍충길 : 김수경 역
- 여의주 : 란주 역
- 주상호
- 홍윤정
- 조학자
- 김헌준
- 박윤근 : 비서 역
- 문미봉
- 박용호 : 외판원 역
- 장동일 : 동일 역
- 유일문
- 최명호